# Christa Köhler
Christa Köhler, później Kinast (ur. 18 sierpnia 1951 w Vilz) – niemiecka skoczkini do wody. Srebrna medalistka olimpijska z Montrealu.
Reprezentowała barwy NRD. Zawody w 1976 były jej drugimi igrzyskami olimpijskimi, debiutowała w 1972. Sięgnęła po medal w skokach z trampoliny trzymetrowej. W tej samej konkurencji w 1973 została mistrzynią świata i mistrzynią Europy w 1977.